# Choi Byung-chul
Choi Byung-chul (født 24. oktober 1981) er en sydkoreansk fægter.  Han repræsenterede Sydkorea under Sommer-OL 2012 i London, hvor han vandt bronze i mændens individuelle fleuret. 